# Acht Stunden sind kein Tag
Acht Stunden sind kein Tag ist eine deutsche fünfteilige Fernsehserie von Rainer Werner Fassbinder. Sie wurde vom Westdeutschen Rundfunk produziert und von 1972 bis 1973 ausgestrahlt.

## Beschreibung
Fassbinder stellt in der Serie den Arbeitsalltag und das Privatleben einer Gruppe von Werkzeugmachern dar. Jochen, dargestellt von Gottfried John, und Marion (Hanna Schygulla), Angestellte einer Tageszeitung, wollen  heiraten. Um die beiden herum gibt es verschiedene soziale Brennpunkte wie beispielsweise Mitbestimmung, Mietwucher, Vorurteile gegen Gastarbeiter.
Fassbinder setzte mit der proletarischen Fernsehserie bewusst einen Gegenpol zu den damaligen „Heile-Welt-Serien“ des Fernsehens. In einer elliptischen Erzählweise zeigt er realistisch den Arbeitsalltag von selbstbewussten Arbeitern. Dabei verbreitet er bei allen Konflikten und Schwierigkeiten der Protagonisten eine positive, Mut machende Stimmung.
Die fünf Folgen spielen in Köln und wurden überwiegend dort gedreht. Drehorte waren u. a. eine (nicht mehr existierende) Automaten-Passage in der Mittelstraße, das Café Eigel in der Brückenstraße, die Deutzer Brücke, eine Fußgängerbrücke an der Straßenbahnhaltestelle Severinstraße und ein Wohngebiet nördlich der Kalker Hauptstraße. Auch in einer Fabrik in Mönchengladbach wurde produziert. Mit der Serie wurde Hanna Schygulla erstmals einem größeren Publikum bekannt.
Der Filmtitel wurde im deutschsprachigen Raum ein geflügeltes Wort, um auszudrücken, dass das Leben mehr ist als nur (abhängige) Arbeit.

## Episodenliste
| Nr. | Originaltitel     | Erstausstrahlung | Regie                    | Drehbuch                 | Länge in min |
| --- | ----------------- | ---------------- | ------------------------ | ------------------------ | ------------ |
| 1   | Jochen und Marion | 29. Okt. 1972    | Rainer Werner Fassbinder | Rainer Werner Fassbinder | 101          |
| 2   | Oma und Gregor    | 27. Dez. 1972    | Rainer Werner Fassbinder | Rainer Werner Fassbinder | 99           |
| 3   | Franz und Ernst   | 21. Jan. 1973    | Rainer Werner Fassbinder | Rainer Werner Fassbinder | 91           |
| 4   | Monika und Harald | 18. Feb. 1973    | Rainer Werner Fassbinder | Rainer Werner Fassbinder | 88           |
| 5   | Irmgard und Rolf  | 18. März 1973    | Rainer Werner Fassbinder | Rainer Werner Fassbinder | 88           |

Zusätzlich zu den fünf produzierten und gesendeten Episoden  waren eigentlich noch drei weitere vorgesehen, aber zwei Monate vor Beginn der Dreharbeiten stoppte der WDR im Frühling 1973 die Produktion. Als Grund gab der Chef des Programmbereiches Spiel/Unterhaltung des WDR, Günter Rohrbach, die Realitätsferne und Gewerkschaftslastigkeit der Drehbücher an.

## Auszeichnungen
1973 erhielt der Produzent Peter Märthesheimer eine besondere Ehrung beim Adolf-Grimme-Preis.